# Ongelijke rozenbladwesp
De ongelijke rozenbladwesp (Cladius pectinicornis) is een vliesvleugelig insect uit de familie van de bladwespen (Tenthredinidae). De wetenschappelijke naam werd gepubliceerd in 1785 door Geoffroy.